# Morgan Tollofsen
John Morgan Tollofsén, född 1970 i Lycksele, är en svensk friidrottare som specialiserade sig på medeldistanslöpning. Han var mycket lovande och har Sveriges bästa juniortid, 3.42,07 s, på 1 500 meter som 19-åring från tävlingar i Karlskrona den 24 juli 1989. Löparkarriären tog dock slut, troligen till följd av överträning.
Tollofsén växte upp i Dorotea i södra Lappland och uppmärksammades tidigt för sina första framgångar på Lilla Lidingöloppet i början på 1980-talet. 1984 vann han 6 km loppet för pojkar 14 år på 20 min 32 s. före den tidigare ständige ettan Axel Irestedt. Året därpå vann Tollofsén åter i sin åldersklass på 1 min bättre tid. Nu hade han som 15-åring flyttat till idrottsgymnasiet Dragonskolan i Umeå. Han tränade mycket hårt och med kosthållningen var det si och så. Han kom trea på junior-EM 1989 på en tid flera sekunder över sin bästa form på grund av sjukdom. Tollofsén gjorde några lopp 1990 och 1991, men kroppen återhämtade sig aldrig.